# Issai Schur

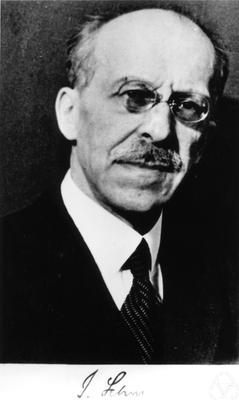
Issai Schur

Issai Schur (Mogilev, 10 januari 1875 - Tel Aviv, 10 januari 1941) was een wiskundige, die het grootste deel van zijn leven in Duitsland werkte. Hij studeerde aan de Universiteit van Berlijn. Hij behaalde zijn doctoraat in 1901. Vanaf 1903 werkte hij als docent. Na een verblijf aan de Universiteit van Bonn werd hij 1919 tot hoogleraar aan de Universiteit van Berlijn benoemd.
Hij beschouwde zichzelf eerder als Duits dan joods, dit hoewel hij in het Russische Rijk, in wat nu Wit-Rusland is, werd geboren en opgroeide in wat nu Letland is. Om deze reden sloeg hij in 1934 uitnodigingen af om Duitsland te verlaten en zich in de Verenigde Staten en Groot-Brittannië te vestigen. Toch werd hij in 1935 uit zijn leerstoel ontslagen en werd hij in 1938 op instigatie van Ludwig Bieberbach (die eerder met Schur had gesympathiseerd voor zijn behandeling door de Nazi's), gedwongen om ontslag te nemen uit de Pruisische Academie van Wetenschappen. Uiteindelijk emigreerde Issai Schur in 1939 naar Palestina, waar hij ruim een jaar later in Tel Aviv op zijn verjaardag op zesenzestig jarige leeftijd in armoede overleed.
Als student van Frobenius werkte hij aan groepsrepresentaties (het onderwerp, waarmee zijn naam het nauwst wordt geassocieerd), maar ook aan de combinatoriek en zelfs was hij actief op het gebied van de theoretische natuurkunde. Hij is vandaag de dag misschien het best bekend voor zijn resultaat over het bestaan van de Schur-decompositie en voor zijn werk over groepsrepresentaties. Het lemma van Schur is naar hem genoemd.
Schur had een aantal studenten die later ook wiskundige faam verworven, waaronder Richard Brauer, BH Neumann, Heinz Prüfer en Richard Rado. 
Hij was vanaf 1929 buitenlands lid van de Russische Academie van Wetenschappen.
Schur publiceerde zowel onder de naam, I. Schur als J. Schur, de laatste naam speciaal in de Journal für die reine und angewandte Mathematik. Dit heeft soms tot enige verwarring geleid.

## Naar Schur genoemd
- Lemma van Schur
- Stelling van Jordan-Schur
- Stelling van Schur
- Hadamardproduct of Schurproduct